# 圆芽锥
圆芽锥（学名：Castanopsis globigemmata）为壳斗科锥属下的一个种。

## 扩展阅读
- 維基物種上的相關：圆芽锥